# Piet van der Sanden
Petrus Joannes Antonius (Piet) van der Sanden (Gouda, 11 november 1924 – Den Haag, 18 januari 2015) was een Nederlands journalist en politicus voor de Katholieke Volkspartij (KVP) en het Christen-Democratisch Appèl (CDA).

## Levensloop
Piet van der Sanden deed na de Middelbare Handelsavondschool gymnasium, maar behaalde zijn diploma niet. Hij begon zijn carrière als oorlogsvrijwilliger bij de korps tolken. Daarna was hij werkzaam als journalist bij "De Nieuwe Zuidhollander" en "Het Binnenhof". Van 1960 tot 1966 was van der Sanden parlementair redacteur bij de Unitas- en Persuniecombinatie. Van 1966 tot mei 1971 was hij zowel voorlichtingsadviseur van de KVP-fractie als algemeen secretaris van de KVP-fractie in de Tweede Kamer der Staten-Generaal. Van 11 mei 1971 tot 14 september 1989 functioneerde hij als lid van de Tweede Kamer der Staten-Generaal en van 3 juli 1973 tot 3 oktober 1974 was hij lid van het Europees Parlement. Van 1 oktober 1989 tot 1 oktober 1994 was hij lid van het College van Commissarissen voor de Media.
Piet van der Sanden was getrouwd met Anna Elisabeth Margaretha Ockenfels, ze kregen vier kinderen.  Hij overleed te Den Haag op 18 januari 2015, 90 jaar oud.

## Ridderorde
- Ridder in de Orde van de Nederlandse Leeuw, 27 april 1984